# سالم جی
سالم جی (به فرانسوی: Salim Jay) رمان‌نویس، مقاله‌نویس و منتقد ادبی قرن بیستم میلادی اهل فرانسه است.